# سقوط الإمبراطورية الرومانية (فلم)
سقوط الإمبراطورية الرومانية (بالإنجليزية: The Fall of the Roman Empire) فيلم ملحمي أمريكي لعام 1964 من إخراج أنتوني مان وإنتاج صموئيل برونستون، وسيناريو بن برزمان وباسيليو فرانشينا وفيليب يوردان. الفيلم من بطولة صوفيا لورين، وستيفن بويد، وإليك جينيس، وجيمس ماسون، وكريستوفر بلامر، وميل فيرير، وعمر الشريف.
عندما انتهى تصوير فيلم «السيد El Cid» عام 1961 (أيضا من إخراج أنطوني مان وإنتاج صموئيل برونستون) رأى أنتوني مان نسخة من سلسلة المؤرخ الإنجليزي إدوارد جيبون المكونة من ستة مجلدات 1776 - 1789 تاريخ تدهور وسقوط الإمبراطورية الرومانية داخل مكتبة هاتشاردز. قدم مشروع فيلم مقتبس من الكتاب إلى صموئيل برونستون، الذي وافق بعد ذلك على إنتاج المشروع. تم تجنيد فيليب يوردان لكتابة السيناريو بينما تم تعيين تشارلتون هيستون في البداية للبطولة، رفض هيستون الفيلم ووافق على التمثيل في فيلم «55 يومًا في بكين» عام 1963. تم اختيار ممثلين بارزين لتصوير أدوار متعددة في الفيلم. كتب السيناريو الأخير بن برزمان وباسيليو فرانشينا بمقدمة كتبها المؤرخ ويل ديورانت. بدأ التصوير في يناير 1963 وانتهى في يوليو. بالإضافة إلى ذلك، تم تصوير الفيلم في أكبر مساحة للتصوير الخارجي في تاريخ السينما في ذلك الوقت، (مساحة 92000 متر مربع - 990 ألف قدم مربع).
لا يشير اسم الفيلم إلى السقوط الأخير للإمبراطورية الرومانية، التي استمرت في الواقع لقرون بعد الفترة التي صورها الفيلم، بل إلى بداية الفساد والانحطاط الذي أدى إلى زوال الامبراطورية. الفيلم يتعامل على نطاق واسع مع مشكلة الخلافة الإمبراطورية، ويفحص العلاقة بين الأب والابن على خلفية السياسة الإمبراطورية بالإضافة إلى طبيعة وحدود الولاء والصداقة.
عرض الفيلم لأول مرة في 24 مارس 1964، في أستوريا لندن. انتقد النقاد السيناريو باعتباره خاليًا من العاطفة والإنسانية والتوجيه باعتباره مضللًا، لكنهم أظهروا بعض المديح للمشاهد الضخمة. حقق الفيلم فشلًا ماليًا في شباك التذاكر.

## طاقم التمثيل
صوفيا لورين: في دور لوسيلا
ستيفن بويد: في دور غايوس ليفيوس
أليك غينيس: في دور ماركوس أوريليوس
جيمس ماسون: في دور تيمونيدس
كريستوفر بلامر: في دور كومودوس
ميل فيرير: في دور كليندر
عمر الشريف: في دور سوهايمس ملك أرمينيا
أنتوني كويل: في دور فيرولوس
جون إيرلندا: في دور بالومار
إريك بورتر: في دور جوليانوس
فينلي كوري: في دور سيناتور
أندرو كير: في دور بوليبيوس
دوغلاس ويلمر: في دور بيسكينيوس النيجر
جورج مورسيل: في دور فيكتورينوس
نورمان وولاند: في دور فيرجيليانوس 

## أحداث الفيلم
يقوم الإمبراطور الروماني ماركوس أوريليوس (أليك غينيس) في شتاء 180 بعد الميلاد، بمنع القبائل الجرمانية من غزو أقاليمه الشمالية على حدود نهر الدانوب. نواب الإمبراطور هم الرقيق اليوناني السابق تيمونيدس (جيمس ماسون) والجنرال الصارم والصادق غايوس ليفيوس (ستيفن بويد). يتمتع ليفيوس بعلاقات وثيقة مع العائلة الإمبراطورية، حيث تقع في حب ابنة أوريليوس الفاتنة لوسيلا (صوفيا لورين) وصديق شقيقها كومودوس (كريستوفر بلامر). يصرح الإمبراطور أوريليوس المريض أنه يريد أن يجعل ليفيوس وريثه. لدى الإمبراطور مُثُل المساواة، ويحلم بيوم تمنح فيه روما حقوقًا متساوية للرجال من جميع الأمم. إنه يعلم أنه لن يعيش لتحقيق هذه الغاية، ويثق في ليفيوس للقيام بذلك أكثر من ابنه الوحشي. يكتشف كومودوس أن والده حرمه فعليًا من الميراث، ويضر ذلك كومودوس بشكل كبير ويضر بالعلاقة الأخوية تقريبًا التي يتمتع بها مع ليفيوس.
يقوم أصدقاء كومودوس بتسميم الإمبراطور قبل أن يعلن خطته، وهم يأملون في تأمين مستقبلهم السياسي من خلال وضع صديقهم على العرش. شعورًا بأن شخصًا عامًا مثله لن يتم قبوله أبدًا كإمبراطور بدون دعم أوريليوس الواضح، ويسمح ليفيوس لصديقه القديم بتولي المنصب بدلاً من ذلك. كومودوس لم يكن جزءًا من مؤامرة القتل، ويكرس نفسه للتراجع عن جميع سياسات أوريليوس؛ يتضمن هذا المحاباة تجاه روما والمقاطعات الرومانية في إيطاليا، والتي سيتم إثرائها من خلال الضرائب الشرسة للمقاطعات التي كانت مساوية لها في السابق.
تساعد لوسيلا في إقناع ليفيوس بتحدي الإمبراطور، لأنها أحبت والدها بقدر ما كان كومودوس يكرهه، وتشترك لوسيلا مع ملكها، سوهايموس، في زواج سياسي بلا حب. تنضم لوسيلا إلى تمرد في المقاطعات الشرقية لروما، حيث تفاقمت المجاعة بسبب الضرائب الجديدة. يأخذ ليفيوس ولوسيلا جيشهم إلى روما، عازمون على جعل كومودوس يتنازل عن العرش، ويرد الإمبراطور برشوة ولاء الجنود وذبح تيمونيديس وسكان المستعمرة الألمانية. يعلن مجلس الشيوخ أن كومودوس إلهًا ويحُكم على ليفيوس ولوسيلا بالحرق أحياء كقرابين بشرية للإله الجديد بينما يحتفل الرومان وهم في حالة سكر. كان هذا الانتصار لكومودوس مصحوبًا باكتشاف أنه ليس من الدم الملكي، ولكن بدلاً من ذلك نتاج علاقة غرامية بين والدته والمصارع فيرولوس، الذي يقتله. يتحدى كومودوس ليفيوس في مبارزة على العرش وينتصر ليفيوس. يعرض مجلس الشيوخ على عجل جعل ليفيوس إمبراطورًا، لكنه يفضل الهروب مع لوسيلا، تاركًا مستشاري كومودوس القدامى لتقديم عطاءات لمن سيحل محل الإمبراطور.
تنص خاتمة الفيلم من خلال التعليق الصوتي انه على الرغم من أن الإمبراطورية الرومانية لم تسقط على الفور، إلا أن الفساد الداخلي أدى إلى انهيارها في نهاية المطاف.

## التصوير
بدأ التصوير الرئيسي في 14 يناير 1963. تم تصوير المعسكر الشتوي لماركوس أوريليوس على نهر الدانوب في موقع في الثلج على طول سييرا دي جواداراما في شمال مدريد. تضمنت «معركة الجيوش الأربعة» 8000 جندي بما في ذلك 1200 من سلاح الفرسان وتم تصويرهم في سهل متموج في مانزاناريس إل ريال.
من بين المشاهد الأولى التي تم تصويرها كان تسلسل سباق العربات بين ليفيوس وكومودوس. تم جمع 1500 حصان من إسبانيا والبرتغال حيث تم تدريبهم على السقوط بأمان خلال تسلسل المعركة.
انتهى التصوير بعد 143 يومًا. مدراء الوحدة الثانية كانوت وأندرو مارتون قضوا 63 يومًا إضافيًا في تصوير تسلسل الحركة.

## استقبال الفيلم
حقق الفيلم 4.8 مليون دولار في شباك التذاكر في الولايات المتحدة وكندا، وعاد منها 1.9 مليون دولار من إيجارات الموزعين في أمريكا الشمالية.
انتقد بوسلي كراوثر من صحيفة نيويورك تايمز بشدة الفيلم وكتب: «ضخم للغاية وغير متماسك، مليء بالمشاهد ذات الألوان الفنية واللوحات الموسيقية والمشاجرات العسكرية التي ليس لها معنى حقيقي أو جذب عاطفي، ومن المحتمل أن تشعر بهذا الشعور بعد الجلوس خلال أكثر من ثلاث ساعات (دون احتساب الوقت المستقطع للاستراحة)، تسقط عليك الإمبراطورية الرومانية... كتلة من اللقطات الصاخبة التي تترك الحواس منهارة ومخدرة».
انتقدت مجلة «تايم» تصميم الإنتاج، وكتب هوليس البرت من المجلة الأمريكية «مراجعة السبت»: «لم يسبق أن كتب مؤلفو سيناريو (كان هناك ثلاثة مشاركين) سيناريو مثل هذا... يجب على المرء أن يفترض أن السيد برونستون عرض على السيد بويد وملكة الجمال صوفيا لورين مبالغ ضخمة في رحلة إلى إسبانيا للعمل بالفيلم، ولابد أنهم استغرقوا وقتًا فقط لقراءة العقد وليس لقرأة السيناريو. كما يبدو أن العديد من الآخرين قد تعرضوا لضرر كبير في الفيلم، من بينهم جيمس ميسون، وعمر شريف، وميل فيرير، وأنتوني كويل».
شعر فيليب ك. شوير، وهو يكتب نقده لصحيفة لوس أنجلوس تايمز، أن الفيلم كان «أشبه بتلخيص لجميع المشاهد السينمائية العظيمة، التاريخية والزائفة، أكثر من كونه كيانًا ضخمًا في حد ذاته... مع ذلك فإن العاطفة الوحيدة التي تولدها هي الإثارة - الإثارة المتقطعة، وفنها يكمن في أجزائها (عمل الكاميرا، واللون، وبعض المشاهد، وحتى الموسيقى) ولكن ليس في مجموعها».
كتب مايك كامينغز من «أول موفي» مراجعة إيجابية، مشيدًا بالفيلم لأدائه وللموسيقى. منح ليونارد مالتين للفيلم 3 ونصف من أصل 4 نجوم، وكتب: «كتابة نصية ذكية، وإخراج جيد، ومكان للتمثيل الجيد». لم يعجب ستيفن إتش شوير بالفيلم في البداية وطلب من قراء أفلامه على التلفزيون: «إعفاء الجميلة صوفيا لورين لأنها بدت غير مريحة للغاية»، لكنه أعاد النظر في رأيه لاحقًا وصنفه على أنه 3 من أصل 4 نجوم.
منح موقع الطماطم الفاسدة الفيلم تقييماً مقداره 100% بناءاً على آراء 11 ناقداً سينمائياً.

## الجوائز والترشيحات
رشح الفيلم لنيل جائزة الأوسكار عن أفضل موسيقى للموسيقار (ديمتري تيومكين)
فاز الفيلم بجائزة جولدن جلوب لأفضل موسيقى للموسيقار (ديمتري تيومكين)

## روابط خارجية
- مقالات تستعمل روابط فنية بلا صلة مع ويكي بيانات